# Szajk
Szajk là một thị trấn thuộc hạt Baranya, Hungary. Thị trấn này có diện tích 11,36 km², dân số năm 2010 là 855 người, mật độ 75 người/km².